# جیمز ادوارد اسمیت
سر جیمز ادوارد اسمیت (به انگلیسی: Sir James Edward Smith)،(زاده ۲ دسامبر ۱۷۵۹-درگذشته ۱۷ مارس ۱۸۲۸) گیاه‌شناس انگلیسی و مؤسس انجمن لینه بود.

## زندگی و کار
اسمیت در سال ۱۷۵۹ در نوریچ زاده شد، او پسر یک تاجر ثروتمند پشم بود. او علاقهٔ زودرسی به علوم طبیعی نشان داد. در اوایل دهه ۱۷۸۰ در رشته پزشکی دانشگاه ادینبورگ ثبت‌نام کرد، در آنجا شیمی را زیر نظر جوزف بلک و تاریخ طبیعی را زیر نظر جان واکر مطالعه کرد. سپس در سال ۱۷۸۳ برای ادامه مطالعاتش به لندن رفت. اسمیت دوست ژوزف بنکس بود. بنکس تمام مجموعه کتاب‌ها، نسخه‌های خطی و نمونه‌های گیاه‌شناس و تاریخ طبیعی‌دان سوئدی پسرش  کارل لینه را پس از مرگ او به اسمیت عرضه کرد. بنکس قیمت را کاهش داد اما اسمیت مجموعه را به قیمت هزار پوند خرید. مجموعه مذکور در سال ۱۷۸۴ به لندن رسید و اسمیت ۱۷۸۶ به عنوان همکار انجمن سلطنتی انتخاب شد.
بین ۱۷۸۶ و ۱۷۸۸ اسمیت با گرند تور به هلند، فرانسه، ایتالیا و سوئیس مسافرت کرده و با گیاه‌شناسان ملاقات کرد و از گالری‌ها و مجموعه گیاهان خشک شده عکس گرفت. در سال ۱۷۸۸انجمن لینه لندن را تأسیس کرده و اولین رئیس آن شد، او تا هنگام مرگ در این پست باقی ماند. در سال ۱۷۹۶ در حالی که تمام مجموعه لینه را همراه داشت برای زندگی به نوریچ بازگشت. کتابخانه و مجموعه گیاه‌شناسی او در اروپا مشهور شد و حشره‌شناسان و گیاه‌شناسان بی‌شماری از تمام قارهٔ اروپا از آن بازدید کردند. در سال ۱۷۹۲، او به عنوان عضو خارجی فرهنگستان پادشاهی علوم سوئد انتخاب شد.
اسمیت بقیه سی سال زندگی‌اش را صرف نوشتن کتاب و مقاله در رشتهٔ گیاه‌شناسی نمود. گیاهان بریتانیکا و گیاهان انگلیس (۴ جلد، بین سال‌های ۱۸۲۴ تا ۱۸۲۸) از جمله کتابهای او هستند. بدنبال مرگ رو. ویلیام وود که کار را شروع کرده بود، اسمیت بین سالهای ۱۸۰۸ و ۱۸۱۹ در نوشتن ۳٬۳۴۸ مقاله گیاه‌شناسی در دائرةالمعارف ریز مشارکت داشت. به علاوه او در نوشتن زندگینامه ۵۷ نفر از گیاه‌شناسان هم مشارکت داشت.وی در نوشتن ۷ جلد از مهمترین کتابهای مهم گیاه‌شناسی قرن هیجدهم یعنی «گیاهان یونان» که انتشار آن توسط جان سیبتورپ شروع شد هم مشارکت داشت.